# Caspar Schaller
Caspar Schaller (auch Caspar Schallerus; * um 1490 in Strassburg im Elsass; † 1542 in Bern) war ein Stadtschreiber von Basel, theologischer Publizist und Gefolgsmann des  Reformators Ulrich Zwingli.

## Lebenslauf
Am 28. Januar 1518 wurde er als „Notari“ in Strassburg erwähnt: er habe „das burgrecht koufft; wil dienen zum encker“. Am 20. September 1519 sagte er das Burgrecht auf und verliess die Stadt. Am 5. Oktober 1519 erhielt er das Bürgerrecht in Basel geschenkt und wurde so Bürger von Basel. 1519 Zunftkauf zu Weinleuten. Am 8. April 1529 ist er in der Liste der Männer, die die Weinleutenzunft der Basler Wehr stellt. 1523 bis 1532 Stadtschreiber in Basel, gen. „protonotarius civitatis Basiliensis“ (verlor diese Stelle 1534 infolge einer Klage des Herzogs von Württemberg). Gab 1538 endgültig sein Basler Bürgerrecht auf. Er verheiratete noch kurz vorher seine Tochter Magdalena 1536 nach dem Tod seines Schwagers Clemens Keller mit einem von dessen jüngeren Söhnen.
Er gehörte früh zu den Anhängern des neuen evangelischen Predigers Johannes Oekolampad von Basel (1525/26), der ausser Schaller unter den Amtsträgern der Stadt Basel auch den Oberstzunftmeister Jakob Meyer zum Hirzen und den Ratsschreiber Ryhiner für die Reformation gewinnen konnte (vgl. Geschichte der Stadt Basel, 1964; S. 15), und trat auch mit dem Schweizer Reformator Zwingli in engen Kontakt. Einige Eindrücke aus von Schaller in dieser Zeit der Durchsetzung der Reformation geschriebenen Dokumenten: Im Juli 1526 wurde ein Bote mit Sendbriefen und Büchern von Strassburg auf dem Weg zu Ulrich Zwingli in Zürich gefangen genommen; Schaller reiste wegen dieser Sache nach Strassburg.
Am 21. August 1527 schreibt er dem „verkundern des worts gottes zuo Zürich“ Zwingli, er sei auf dem Schiessen in Strassburg gewesen, wo er mit viel Freude den mündlichen Bericht von Meister Fratz gehört habe, hat es auch gleich einem ganz Vornehmen weitergesagt; er wird sich gern weiter darum kümmern und bittet um schriftliche Nachricht; er muss für die Basler bald wieder nach Strassburg reiten. Im Januar 1528 schreibt er das Vorwort der Buchausgabe des Gutachtens von 1527 eines katholischen Theologen (Augustinus Marius) über die Messe für den Basler Rat; er gibt es eigenmächtig heraus und hofft, damit Aufklärung zu leisten, er hofft, es sei ihm zumindest nicht verboten, Bücher zu schreiben. (In einem von ihm niedergeschriebenen Schreiben des Rates vom 16. Mai 1527 waren Prediger der katholischen und der protestantischen Parteien aufgefordert worden, ihre „Gründe für und wider die Messe darzulegen“, woraufhin der Rat im September beschloss, dass jeder seines Glaubens frei sein solle und niemand gezwungen werden solle, die Messe zu hören oder zu lesen).
Weitere Dokumente: Anfang Juni 1529 bescheinigt der Basler Rat dem in Strassburg, „Caspar Schallernn“ handele im Namen von Basel, Zürich und Bern. Am 25. Juni 1529 nennt er den Stadtschreiber von Strassburg Peter Butzen seinen „lieben schwager“, der schwager Heinrich oder Onophrion sollen Weizen und Roggen schicken; er berichtet, „Katharin“ war krank, sei aber wieder auf. Einige weitere Briefe an seinen Schwager sind erhalten (10. Mai 1529: er schreibt über den Druck auf die „fünf Orte“, sie sollen ihr Bündnis mit Österreich wieder lösen, er schreibt, er habe vorher nicht geahnt, wie ruhig er gelebt habe, nun habe er sehr viel zu tun, jede Woche ein Ehegericht, da habe er einen neuen Stil lernen müssen; 16. Mai: er schreibt von Problemen der Basler mit Pfaffen, er bittet um Grüsse an „schweger unnd schwestern all“; am 25. Mai berichtet er ihm von einer Reise nach Bern, berichtet am 13. Juni 1529 vom Auszug Basler Kriegsherren).
Dies war die Zeit, in der die Stadt Basel sich gerade offiziell der Reformation angeschlossen hatte (April 1529) und kurz darauf im Widerspruch zum eidgenössischen Bundesbrief dem „christlichen Burgrecht“ beigetreten war, einem protestantischen Bündnis der Orte Bern, Zürich, Konstanz und St. Gallen, dem sich kurz nach Basel auch noch Strassburg anschloss. „Schon längere Zeit hatte sich Strassburg um die Erneuerung der alten Freundschaft mit Basel bemüht, und hier arbeiteten einflussreiche Leute wie der Stadtschreiber Schaller für den Bund.“ (Geschichte der Stadt Basel, 1964; S. 27). In Gegenreaktion schlossen die fünf Orte Uri, Schwyz, Unterwalden, Luzern und Zug gleichfalls ein Bündnis, und zwar mit dem Erzfeind der Eidgenossenschaft Österreich, wie Schaller in seinen Briefen erwähnt. Es begann ein allgemeines Aufrüsten, aber der Schluss eines für die Reformierten günstigen Landfriedens verschob den Krieg, der 1531 nach einer Lebensmittelblockade der katholischen Orte durch den Burgrechtsverband doch ausbrach; Zwingli fiel in der Schlacht bei Kappel.

## Familie
Er war Sohn des Strassburger Schneiders Leonhard Schaller. Caspar Schaller war zweimal verheiratet: zuerst (vor 1522) mit Margaretha Burgass, Witwe Schaffhuser (gen. 1541 als tot); dann in II. Ehe (um 1520) mit Dorothea Lombard, deren Grossvater ebenfalls aus Thann im Elsass stammte. Kinder II. Ehe: Magdalena Schaller (* um 1519; † 1574), verheiratet 1536 Thomas Keller (Sohn des Gewandmanns Clemens Keller), der Stiefsohn ihrer Tante Catharina Lompart und jüngerer Bruder ihres Onkels Andreas Keller (* ca. 1516; † ca. 1571), Gewandmann in Basel (13 Kinder: Barbara, Hans Ludwig, Dorothea, Barbara, Maria, Catharina, Andreas, Magdalena, Elisabeth, Sebastian, Ottilia, Elisabeth, Ester); Elisabeth Schaller, verheiratet mit dem Würzkrämer Jacob Iselin; aus der 1. Ehe sind keine Kinder bekannt, nur eine Stieftochter Barbara Schaffhuser, 1536/41 verheiratet mit dem bischöflichen Kanzler Dr. Lux Clett.